# Cotopaxi (prowincja)
Prowincja Cotopaxi – jedna z 24 prowincji w Ekwadorze. Cotopaxi położone jest w środkowej części państwa, graniczy od północy z prowincją Pichincha, od wschodu z prowincjami Napo i Tungurahua, od południa z prowincją Bolívar oraz od zachodu z prowincją Los Ríos.
Prowincja podzielona jest na 7 kantonów:
1. La Maná
2. Latacunga
3. Pangua
4. Pujilí
5. Salcedo
6. Saquisilí
7. Sigchos